# Mademoiselle Lange kot Danaa
Portret Mademoiselle Lange kot Danaa je slika francoskega slikarja Anne-Louis Girodet de Roussy-Triosona. Ta satirična slika igralke Anne Françoise Elisabeth Lange kot Danae je zamenjala Venero zadnja dva dneva pariškega salona leta 1799 po sporu med umetnikom in potretiranko. Zdaj je del zbirke Minneapolis Institute of Arts.

## Zgodovina
Umetnik Girodet in gospodična Lange sta se prvič srečala na Salonu leta 1793. Girodet, učenec Jacquesa-Louisa Davida, je zaslovel po svoji predstavitvi slike Endimionov sen. Leta 1793 je bila gospodična Lange že ugledna igralka in sociétaire Comédie-Française. Njena podoba Sylvie Jean-Françoisa Gillesa Colsona je v isti galeriji iz leta 1793.
Šest let pozneje (1798) je Madame Simons kot darilo svojemu novopečenemu možu Michelu-Jeanu Simonsu naročila portret pri Girodetu, ki je igralko naslikal kot rimsko boginjo Venero. Gospodični Lange slika ni bila všeč, in je v pismu umetniku zahtevala, naj sliko odstrani iz pariškega salona in ponudila le polovico Girodetove zahtevane cene. Nadalje je zapisala, da njegovo delo ni ogrozilo le njenega ugleda lepote, ampak tudi njegovega kot umetnika v vzponu.
Besen je 32-letni Girodet začel delati na novi sliki Mlle Lange v preobleki Danae. Na sliki so namerno zakodirane skrite podrobnosti o njenem intimnem življenju, da bi jo očrnil. 2. avgusta 1799 se je Girodet maščeval. Potem ko je uničil Venero tako, da jo je razrezal na štiri dele, je Girodet vodil obešanje svoje nove upodobitve Mlle. Lange kot Danae v Salonu Carré, potem ko je na njej delal 19 dni.

## Simbolika
Gospodična Lange je upodobljena, kako zbira zlatnike v rjuho. Ta običajni prizor iz epizode z zlatom, povezane z Danae, je Girodet uporabil za prikaz Mlle. Lange kot pohlepne osebe. Krilati putto, ki ji pomaga zbirati zlatnike, je Palmyre, njena hči iz afere z bankirjem. Spremlja jo puran, ki na nogi nosi poročni prstan. To simbolizira moža Simonsa. Dojenček, ki predstavlja sina, nabira pavje perje, ki raste iz purana. Mati in otroci so bili okrašeni s pokrivali, oblikovanimi iz pavjega perja.
Dva bela goloba sta privezana na tehtnico, vsak ima latinski napis. Namig na prešuštvo (latinsko fidelitas) najdemo okoli vratu ptice, ki jo je do smrti zdrobil eden od zlatnikov. Druga (latinsko constantia) je napisana okoli vratu ptice, ki je pobegnila, kar še enkrat nakazuje, da je njen značaj nestabilen.
V ozadju je kip Abundantia slabo osvetljen z majhnim ognjem, ki je požrl molje. Na dnu kipa je še en latinski izraz (latinsko bonæ spei et. laribus sacrum).
Poleg tega so bili štirje vogali okvirja okrašeni z okrašenimi kamejskimi reliefi, od katerih ima vsak latinske fraze ali gesla:
| Slika    | Latinsko                                 | Vir                     | Prevod                        |
| -------- | ---------------------------------------- | ----------------------- | ----------------------------- |
| Mermaid  | spectatum admissi] risum teneatis amici? | Ars Poetica Horacij     | Metafora za nečimrnost.       |
| Kreatura | spectatum admissi] risum teneatis amici? | Ars Poetica Horacij     | Se smejite, prijatelji?       |
| Zlato    | trahit sua quemque voluptas              | Bukolika, Vergilij      | Vsakega vodijo njegovi užitki |
| Vol      | nec pluribus impar                       | povezan z Ludvikom XIV. | Brez neposrednega prevoda     |

- Mermaid, ali ženska z ribjim repom, ki gleda v ogledalo
- Kreatura z zajcem, ki jo jezdi
- Zlatniki v zakladnici, risalni molji. Prikazano z vazo s cvetjem.
- Vol, s sklicevanjem na La Fontaineovo različico Ezopove basni Žaba in vol[9]

Njeno ogledalo, ki je zdaj zlomljeno in ne daje odseva, je atribut Vanitas, tudi nečimrnost, ki se uporablja skupaj s sireno. Na tleh je zvitek igre ASINARIA COMŒDIA po PLAVTI prižgan na njenem sandalu.
Še en ljubimec gospodične Lange, odstranjen s podstavka, je upodobljen v senčnem območju pod sedežem Danae. Nekateri učenjaki ga imenujejo satir, glava z grimaso pa je okronana z listi vinske trte v podobi lasuljarja, imenovanega po nekem N. Leuthropu. Na enem od njegovih listov počiva polž. Beauregard naj bi plačal veliko denarja za pol dneva svojega časa, kar je simbolizirano z zlatnikom, vstavljenim v desno očesno votlino figure.
Noga, ki podpira sedež gdč. Lange, je bila odlomljena in je stabilizirana z opeko. Ob obrazu nezakonskega markiza Beauregarda je prikazana miška, ujeta v past.

## Vpliv
Čeprav je bila Danaa razstavljena le nekaj dni, je bila prikazana v Louvru na vrhuncu Francoskega direktorija. V želji, da bi bila pozabljena, je gospodična Lange zapustila Francijo in odšla v Italijo, kjer je našla novo oporo. Nekaj let kasneje se je vrnila v Francijo, da bi obiskala in videla, kako se je mesto spremenilo. Tam je videla grafiko po Girodetovi Danai, na katero je pripomnila (francosko Ce portrait me fera mourir de chagrin), da bo zaradi te slike umrla od žalosti. Po kratki vrnitvi v Francijo se je gospodična Lange preselila nazaj v Firence, vendar je nekaj časa preživela tudi v svojem dvorcu v Bosseyju, blizu Ženevskega jezera. Čeprav je njen mož Michel-Jean Simons bankrotiral, je njegovo pomanjkanje sredstev ni prizadelo. Ločila je njun denar in dobro živela do konca življenja. Umrla je leta 1825.
Girodet je kasneje izrazil obžalovanje, ker je ustvaril sliko, in je ni hotel pokazati prijateljem.

## Galerija
- Preliminarna skica
- Girodet zamenja La Danaé moderne v salonu Carré. Grafija Thomas Charles Naudet.
- Uokvirjena Danaa